# 物理学词汇表
本物理学词汇表列出了与物理学、其分支学科和相关领域（包括力学、材料科学、核物理学、粒子物理学和热力学）相关的术语和概念的定义。有关科学和技术相关领域的更具包容性的词汇表，请参阅化学词汇表、天文学辞汇、数学领域词汇表和工程学词汇表。
本词汇表按照汉语拼音字母排列。

## A
- 阿尔法粒子——氦-4的原子核；由兩個質子及兩個中子組成的放射性粒子
- 阿尔法衰变
- 阿伏伽德罗常数——描述物質粒子數的一個常數
- 阿伏伽德罗定律——物理定律
- 阿基米德定律
- 爱因斯坦求和约定
- 安培——國際單位制中計算電流強度的單位
- 暗物质——神秘的非发光物质（和/或辐射）包含我们可观察的宇宙中的大部分物质
- 暗能量——一种只参与引力相互作用而不参与电磁相互作用，致使宇宙加速膨胀的能量成分
- 凹面镜
- 凹透镜——能折射光的光學設備

## B
- 巴比涅原理
- 巴耳末系
- 摆——重量懸掛在樞軸上
- 半导体——電導率在絕緣體至導體之間的物質
- 半衰期——科学和数学术语
- 保守力——对质点所作功与质点初始位置与终止位置有关而与路径无关的力
- 饱和蒸气压
- 贝塞尔函数
- 贝塔射线——β衰变时从原子核放射出的高能电子（β射线）
- 贝塔衰变——原子核自发耗散其过剩能量使核电荷改变一个单位而质量数不改变的核衰变过程（β衰变）
- 本构方程
- 比尔-朗伯定律
- 比热
- 比热容
- 毕奥-萨伐尔定律
- 标量
- 标准大气压
- 标准模型——量子场论基础上的理论，能够成功描述强作用、弱作用及电磁作用这三种基本相互作用及组成所有已知物质的微观基本粒子
- 标准烛光
- 标准状况
- 表面张力
- 并联
- 波——物理现象
- 波长——物理学名词
- 波数
- 波尔模型——玻尔提出的关于原子结构的模型
- 波函数——量子力学中量子态的数学描述
- 玻尔兹曼常数——关于温度与能量关系的物理常数
- 玻尔兹曼统计
- 玻色-爱因斯坦凝聚——玻色子原子在冷却到接近绝对零度所呈现出的一种气态的、超流性的物质状态
- 玻色子——自旋为零或整数的亚原子粒子
- 玻意耳定律——實驗氣體定律
- 泊松方程
- 泊松亮斑——光学现象
- 伯努利定律——瑞士流體物理學家丹尼爾·伯努利於1738年出版他的理論
- 伯努利方程——维基媒体消歧义页
- 布拉格定律——波动学的基本公式
- 布喇开系
- 布朗运动——气体或液体中，由于微小粒子在各个方向所受的力不能互相平衡而产生的无规则热运动
- 布儒斯特角

## C
- 材料科学——学科
- 参考系——用於測量物理量的坐標系
- 测不准原理——学科
- 测量误差——测量值与测量对象的真实值间的差异
- 层流
- 查理定律
- 长度
- 场——现代物理学中的一个重要概念，表征在时空分布的物理量
- 场论——維基媒體消歧義頁
- 场线
- 超导——某些材料在温度低于一定值时，发生超导凝聚而呈现出零电阻和排斥磁力线的性质
- 超导体
- 超对称——玻色子与费米子之间的一种对称性
- 超声波——频率超过人耳可以听到的最高阈值的声波
- 弛豫时间
- 串联
- 磁场
- 磁场强度
- 磁单极子
- 磁导率
- 磁感应强度——物理量
- 磁感线
- 磁化
- 磁化率
- 磁矩
- 磁流体力学
- 磁通量——標度
- 磁性——一類物理現象
- 磁悬浮
- 磁阻
- 次声波——頻率低於20赫茲的聲波

## D
- 达因
- 打点计时器
- 大爆炸——描述宇宙誕生初始條件及其後續演化的宇宙學模型
- 大统一理论
- 单摆——重量懸掛在樞軸上
- 单缝衍射
- 弹道——维基媒体消歧义页
- 导热系数
- 导体——容易导电的物体
- 道尔顿定律
- 德布罗意波——量子力学概念
- 等离子体——物質狀態之一
- 等离子体物理
- 笛卡尔坐标系
- 狄拉克符号——量子力学符号系统
- 狄拉克函数
- 地球物理学——自然科学
- 电场
- 电场强度
- 电池——供电设备
- 电磁波——電場和磁場同相振蕩產生的波
- 电磁场——以场的形式存在的特殊物质形态，由携带电荷物体所产生
- 电磁感应——变化磁通量中的导体产生电动势
- 电磁力
- 电磁学——物理学科
- 电导率
- 电动机——機電設備
- 电动力学
- 电动势
- 电感
- 电功率——電路傳輸電能的速率
- 电荷——物质的一种物理性质
- 电离
- 电离能
- 电流——电荷的定向移动
- 电路——连结方式
- 电能——电以各种形式做功的能力
- 电偶极矩
- 电热——维基媒体项目分类
- 电容
- 电弱统一理论
- 电势——處於電場的電荷分佈所具有的勢能
- 电压
- 电子——一種帶電荷的基本粒子
- 电子对
- 电子伏特
- 电子衍射
- 电子云
- 电阻——電磁學概念
- 电阻率
- 丁达尔效应——光學現象
- 定常
- 定滑轮
- 动滑轮
- 动力学——经典力学分支
- 动量——描述物体平动的物理量
- 动量守恒定律——不受外力作用的孤立系统总动量保持不变
- 动摩擦系数
- 动能——物体由于机械运动而具有的能量
- 动能定理——描述力对物体作用空间积累的物理量，其大小等于力和其作用点位移的标积
- 短波
- 对称性——二元关系类型
- 对称性破缺——理论上具有某种对称性的物理系统在临界点附近发生微小振荡，使得系统向某一分岔演化，从而打破原有的对称性
- 多普勒效应（多普勒频移）——波源和观察者有相对运动时，观察者接受到波的频率与波源发出的频率並不相同的现象

## F
- 发电机——將其他能量轉換為電能的裝置
- 发光强度——描述光源给定方向上单位立体角内发光强弱程度的物理量
- 发射光谱
- 发射率
- 法拉——电容的国际单位
- 法拉第电磁感应定律——電磁學基本定律
- 法向——垂直于平面的三维向量
- 砝码——用於測量質量的重物
- 反夸克——構成物質的最基本單元之一
- 反射——改变方向的波前在两个不同媒体之间的一个接口,波阵面返回到介质从它的起源
- 反射角——几何光学中的角度
- 反物质——组成单元都是反粒子的物质
- 反照率
- 范德华力——分子或稀有气体原子间的相互作用力
- 放热过程
- 放射性——不稳定原子核自发地发射出各种射线的现象，如α射线、β射线、γ射线等
- 飞米——长度单位
- 飞秒——时间单位
- 非牛顿流体
- 非弹性碰撞——碰撞
- 非线性光学
- 非线性物理学
- 菲涅尔衍射——衍射的一种
- 沸点——具体温度
- 沸腾
- 费米子——半整数自旋的微观粒子
- 费米-狄拉克统计
- 分子——自然科学概念
- 分子量
- 伏特——電壓的國際單位制導出單位
- 浮力——向上浸入流体中物体重量的向上作用力
- 辐亮度
- 辐射——能量以波或是次原子粒子移動的形態，在真空或介質中的傳播
- 辐射度
- 辐射功率
- 辐射能——物体通过辐射所放出的能量
- 辐射强度
- 辐照度
- 负温度
- 复摆——重量懸掛在樞軸上
- 傅科摆——证明地球自转的设备

## G
- 伽马射线——原子衰變裂解時放出的射線之一
- 盖-吕萨克定律
- 干涉
- 感应起电——变化磁通量中的导体产生电动势
- 刚体
- 刚体动力学
- 杠杆——由以固定中心或支點為樞軸的樑或剛性桿組成的簡單機器
- 杠杆原理——由以固定中心或支點為樞軸的樑或剛性桿組成的簡單機器
- 高能物理——物理學分支
- 高斯单位制——基於厘米 - 克 - 秒單位的，最常見的幾個電磁單元系統
- 格雷厄姆定律
- 格林函数
- 各向同性
- 各向异性
- 功——描述力对物体作用空间积累的物理量，其大小等于力和其作用点位移的标积
- 功率——能量傳輸、使用或轉化的速率
- 共振
- 共振峰
- 固体——物态之一
- 固体物理
- 惯性
- 惯性参考系——可以均勻且各向同性地描述空間，並且可以均勻描述時間的參考系
- 光——肉眼可见的电磁波
- 光电效应——光束照射物體時會使其發射出電子的物理效應
- 光能——物体通过辐射所放出的能量
- 光年——光在真空中一年时间内传播的距离
- 光谱——连续的价值标准幅度，比如物理中的波长
- 光速——所有無質量粒子和相關場在真空中傳播的速度
- 光通量——光度学物理量
- 光学——物理学分支领域
- 光压
- 光栅
- 光子——傳遞電磁相互作用的基本粒子
- 广义相对论——物理理論
- 规范场论——基于对称变换可以局部也可以全局地施行这一思想的一类物理理论
- 滚动摩擦
- 国际单位制——採用十進制進位的標準度量衡單位系統
- 过饱和——溶液的一种状态
- 过阻尼

## H
- 哈勃定律
- 哈密顿力学
- 哈密顿量
- 哈密顿算符——量子力学能量算符
- 哈密顿-雅可比方程
- 焓——能量参数
- 合金——由兩種以上元素，並且至少包含一種金屬元素所組成，具有金屬特性的物質
- 荷质比——物理名词
- 核磁共振——处于磁场中的原子核，在外加特定频率的射频电场作用下发生的共振激发和吸收现象
- 核电池——电池类型
- 核动力——利用可控核反應來獲取能量
- 核辐射——攜帶足夠能量以從原子或分子中釋放電子的輻射
- 核工程
- 核化学——研究原子核的一门学科
- 核聚变——原子核的聚變反應
- 核裂变——核反應或放射性衰變過程，其中原子核分裂成較小的部分
- 核物理
- 赫兹——國際單位制中頻率的單位
- 黑体（物理学）——理想化的物体，能夠吸收外来的全部电磁辐射
- 黑体辐射定律
- 亨利（单位）——国际单位制中电感的导出单位
- 横波——波的一种，介质振动方向与波行进方向垂直
- 红外线——一種電磁波
- 红移——电磁波的波长增加、频率降低的现象
- 虹吸
- 弧度——平面角的單位
- 弧秒
- 华氏度——一種溫度的單位
- 滑动摩擦——滑動運動時受到的摩擦力
- 滑轮
- 惠更斯-菲涅尔原理——研究波傳播問題的一種分析方法
- 混沌理论——物理学相关理论
- 霍尔效应

## J
- J粒子
- 机械
- 机械波——需要透過介質來傳播的一種波
- 机械能
- 机械效率
- 基尔霍夫电路定律
- 基态
- 激发态
- 激光
- 吉布斯自由能——化学概念
- 几何光学——學科
- 计算物理学
- 加速度——速度的大小和/或方向隨時間變化的速率
- 加速器（物理）
- 剪切力
- 剪切模量
- 剪切形变（剪切应变）
- 交流电——随时间周期性变化且在一个周期内的平均值为零的电流
- 焦点
- 焦耳——國際單位制的能量、功、熱量單位
- 焦距
- 胶子
- 角动量——描述物体转动状态的物理量
- 角加速度
- 角秒
- 角频率
- 角速度
- 结合能——能量形式
- 接触角——通常通過液體測量的角度，其中液 - 氣界面與固體表面相遇
- 介电常数——介电常数
- 介子——由一个夸克和一个反夸克组成的强子
- 近代物理
- 进动
- 晶格
- 晶体——由于原子（离子或分子）间相互作用，粒子在空间按照一定方式排列，结合形成的具三维周期结构的固体
- 经典物理
- 精细结构常数
- 静电——电荷分布现象
- 静电屏蔽
- 静力平衡——物理学术语
- 静摩擦
- 静质量
- 巨正则系综
- 绝对零度——最低的溫度
- 绝对温标
- 绝热过程——概念
- 风

## K
- 卡诺循环——最简单的可逆性循环
- 卡文迪许实验
- 开尔文——國際單位制中量度温度的基本單位
- 开普勒（行星运动）定律——物理定律
- 坎德拉——国际单位制的发光强度单位
- 康普顿散射
- 科里奥利力——慣性力的一種
- 可见光——人眼可见的电磁波谱的一部分
- 克劳修斯不等式
- 克劳修斯-克拉伯龙方程
- 空气动力学——主要研究物體在空氣中運動時所產生的各種力
- 库仑——计量单位
- 夸克——構成物質的最基本單元之一
- 扩散
- 扩散系数

## L
- 拉格朗日力学——物理學
- 拉普拉斯变换——應用數學中常用的積分變換
- 拉普拉斯妖
- 拉普拉斯-隆格-楞次向量
- 莱曼系
- 蓝移
- 朗道阻尼
- 勒克斯——照度的國際單位制導出單位
- 雷诺数
- 楞次定律
- 厘米——長度單位
- 离子
- 离心力
- 李萨如图形
- 里德伯公式
- 理论力学——力学学科
- 理论物理
- 理想气体
- 理想气体定律
- 力——物体之间使物体加速或变形的相互作用，为物理学使用最广泛的基本概念之一
- 力臂——由以固定中心或支點為樞軸的樑或剛性桿組成的簡單機器
- 力矩——作用力促使物体绕着转动轴或支点转动的趋向
- 力学——學科
- 粒子物理——物理學分支
- 连续介质力学
- 链式反应——反應產物或副產物引起其他反應發生的反應順序
- 亮度——描述人眼对发光体或被照射物体表面的发光或反射光强度实际感受的物理量
- 量纲
- 量子——物质最基本单位
- 量子測量
- 量子场论——根据量子力学、相对论原理及经典场论基础建立的场的理论，为微观现象的物理学基本理论
- 量子电动力学——学科
- 量子霍尔效应
- 量子纠缠——量子力學概念
- 量子力学——研究微观世界基本运动规律的物理学科，为当代物理最重要的基础理论之一
- 量子色动力学
- 量子数
- 量子隧穿效应——物理现象
- 量子态——量子系統的狀態
- 量子信息
- 临界质量
- 流明——光通量的國際單位制導出單位
- 流体——承受剪應力時會發生連續變形的物體
- 流体动力学——流体力学分支，从动力学观点研究作为连续介质的流体在力作用下的运动规律及其与周边结构的相互作用
- 流体静力学
- 流体力学
- 流线
- 刘维尔定理——它指出相線空間沿流線的點密度的時間變化率為零
- 卢瑟福模型
- 孪生子佯谬——有關狹義相對論的思想實驗
- 洛伦兹变换——保持了電磁學定律之形式的時空座標變換
- 洛伦兹力——電磁場中帶電粒子所受的力

## M
- 马格努斯效应——一個效應
- 马赫数——速率單位，1馬赫等於1倍音速
- 马德堡半球实验——一双大铜半球
- 麦克斯韦方程组——偏微分方程組
- 麦克斯韦统计
- 麦克斯韦妖——思想实验
- 米（单位）——国际单位制基本长度单位
- 米散射
- 密度——单位
- 密立根油滴实验——測定電子電量
- 秒——國際單位制時間單位，定義為銫133基態超精細躍遷的9192631770個週期
- 秒差距——天文學中使用的長度單位
- 谬子——基本粒子的一種，屬於輕子。
- 摩擦力——兩個表面接觸的物體相對滑動時抵制它們的相對移動的力
- 摩擦起电
- 摩擦系数
- 摩尔（单位）——物质的量的国际单位
- 摩尔质量
- 马力——功率單位

## N
- 纳米材料
- 纳米科学
- 纳维-斯托克斯方程
- 挠度
- 能量——物理概念
- 能量守恒定律——科學定律
- 内能——系统内部能量，为系统状态的函数
- 黏度（[[粘滞系数}}）
- 凝固
- 凝华——物態變化
- 凝聚态
- 凝聚态物理
- 牛顿（单位）——描述力的物理公制单位
- 牛顿运动定律——牛顿在《自然哲学的数学原理》中提出的关于物体运动的三个基本规律
- 扭矩——作用力促使物体绕着转动轴或支点转动的趋向

## O
- 欧姆——電阻的計量單位
- 欧姆定律——電學定律
- 偶极子

## P
- 帕斯卡——國際單位制導出的壓力和壓力單位
- 帕斯卡定律
- 帕邢系
- 拍（声学）
- 泡利不相容原理——量子力学相关概念
- 配分函数
- 碰撞——两个或两个以上相对运动的物体接触并伴有速度突然变化的现象
- 皮秒——概念
- 偏振
- 频率——物理量
- 平抛运动
- 普丰德系
- 普朗克常数——量子力学中用以定义“量子”大小的常量，为物理学普适常数之一
- 普朗克长度——長度單位
- 普朗克定律
- 普朗克时间——時間單位
- 普朗特数——流体力学中表征流体流动中动量交换与热交换相对重要性的一个无量纲参数
- 谱线——物理学专业名词

## Q
- 气化
- 气体——物态之一
- 气体常数——一个在物态方程中联系各个热力学函数的物理常数
- 气压——物理量
- 千克——國際單位制中質量的基本單位
- 千瓦时——能量單位
- 强相互作用——自然界四种基本相互作用中最强的一种
- 切向——维基媒体消歧义页
- 切连科夫辐射——介质中运动的电荷速度超过该介质中光速时发出的一种以短波长为主的电磁辐射，其特征是蓝色辉光。
- 轻子
- 球面度——國際單位制的一個導出單位
- 球坐标系——以和原點的距離和角度界定的座標系
- 曲率
- 全同粒子
- 群速度——波振幅外形上的變化空間中所傳遞的速度

## R
- 燃点
- 燃烧
- 扰动——维基媒体消歧义页
- 热导率
- 热核反应——原子核的聚變反應
- 热解
- 热量——熱力學系統之中或之間轉移的能量
- 热能
- 热力学——物理学分支领域
- 热力学第零定律
- 热力学第一定律——物理理论
- 热力学第二定律——物理学理论，指出热力学系统会自发的趋向高熵的状态
- 热力学第三定律
- 溶剂
- 溶解——形成溶液的过程
- 溶解度
- 溶质——然後就什麼都沒有了
- 熔点——使物體從固態融化成液態的溫度
- 熔化
- 瑞利散射
- 瑞利-金斯定律
- 弱相互作用——自然界四種基本相互作用之一
- 弱电相互作用

## S
- 塞曼效应
- 三相点——物質氣相、液相、固相平衡共存時的溫度和壓強數值
- 散度——描述自點於向量場中的散度
- 散射——物理现象
- 散射角——几何光学中的角度
- 散射截面
- 扫描隧道显微镜——仪器
- 色散——物理现象
- 色散关系
- 闪点
- 熵——热力学概念
- 熵增原理——物理学理论，指出热力学系统会自发的趋向高熵的状态
- 摄动理论——一个寻求复杂问题近似解的方法
- 摄氏度
- 生物物理
- 升华——物態變化
- 声波
- 声速——聲波在單位時間內所行進的路徑長
- 声学——物理学分科
- 时变
- 时间——關於事件先後順序、過去與未來的物理量
- 实像
- 实验物理
- 矢量——具有幅度（或長度）和方向的幾何對象
- 势能——能量的形式，为物体由于位置或位形而具有的能
- 守恒律
- 数密度——密集的物理性質
- 衰变——不稳定原子核自发地发射出各种射线的现象，如α射线、β射线、γ射线等
- 双缝衍射
- 斯涅耳定律——描述光在兩介質間折射角度的定律
- 斯特藩-玻尔兹曼定律——熱力學定律
- 速度——位移隨時間的變化率
- 速率——路徑長度隨時間的變化率
- 塑性
- 塑性形变
- 混响时间

## T
- 弹簧
- 弹簧秤
- 弹力
- 弹性
- 弹性模量
- 弹性碰撞
- 特斯拉 (单位)
- 梯度
- 体积
- 体积模量
- 天平
- 铁磁性
- 同步辐射
- 同位素
- 统计物理
- 凸面镜
- 凸透镜
- 湍流
- 陀螺

## W
- w子
- 瓦特
- 万有引力定律
- 微波
- 微尺度
- 微元法
- 微正则系综
- 韦伯（单位）
- 位移
- 温度
- 无线电波
- 物理学
- 物理学家
- 物理学史
- 物质波
- 物质的量

## X
- X射线
- 吸热过程
- 吸收率
- 吸收系数
- 希格斯玻色子
- 系综
- 狭义相对论
- 线密度
- 线速度
- 相对论
- 相对论质量
- 相对性原理
- 相干性
- 相互作用
- 相平衡
- 相速度
- 相图
- 相位
- 向心力
- 虚像
- 旋度
- 旋子
- 薛定谔的猫
- 薛定谔方程

## Y
- 压力
- 压强
- 衍射
- 阳极
- 阳离子
- 杨氏模量
- 杨-米尔斯理论
- 液化
- 液体
- 阴极
- 阴离子
- 引力
- 引力波
- 引力常数
- 引力场
- 引力子
- 应力
- 硬度
- 永磁体
- 游标卡尺
- 宇称
- 宇称不守恒
- 原子
- 原子核
- 原子理论
- 原子量
- 原子物理
- 匀速直线运动
- 匀速圆周运动

## Z
- 张力
- 张量
- 章动
- 涨落
- 照度
- 折射
- 折射率
- 真空
- 振动
- 振幅
- 正电子
- 正则系综
- 支持力
- 芝诺悖论
- 直流电
- 质点
- 质量
- 质能方程
- 质子
- 中子
- 中微子
- 重力
- 重力波
- 重子
- 转动惯量
- 转速
- 紫外线
- 自发过程
- 自然坐标系
- 自燃
- 自旋
- 自由落体运动
- 自由能
- 纵波
- 阻尼
- 阻尼比
- 阻尼振动
- 最大静摩擦